# Péronne-en-Mélantois
Péronne-en-Mélantois is een gemeente in het Franse Noorderdepartement (Frans: département du Nord) (regio Hauts-de-France). De plaats maakt deel uit van het arrondissement Rijsel. De gemeente ligt in de Mélantois (Nederlands: Medeland). Péronne-en-Mélantois telde op 1 januari 2022 1.001 inwoners.

## Geografie
De oppervlakte van Péronne-en-Mélantois bedroeg op 1 januari 2022 1,14 vierkante kilometer; de bevolkingsdichtheid was toen 878,1 inwoners per km².

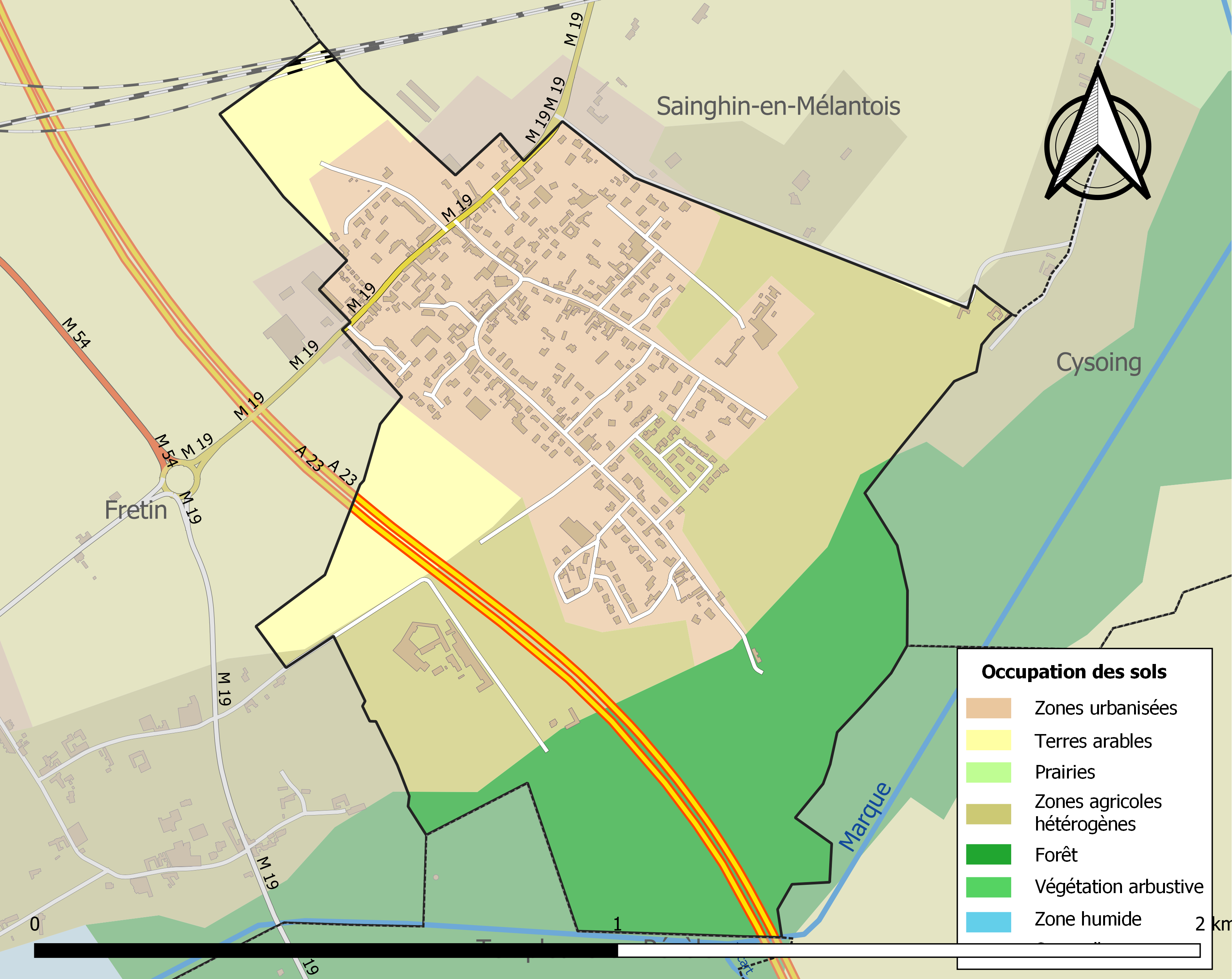
Kaart van de gemeente met belangrijkste infrastructuur, bodemgebruik en omliggende gemeenten

## Bezienswaardigheden

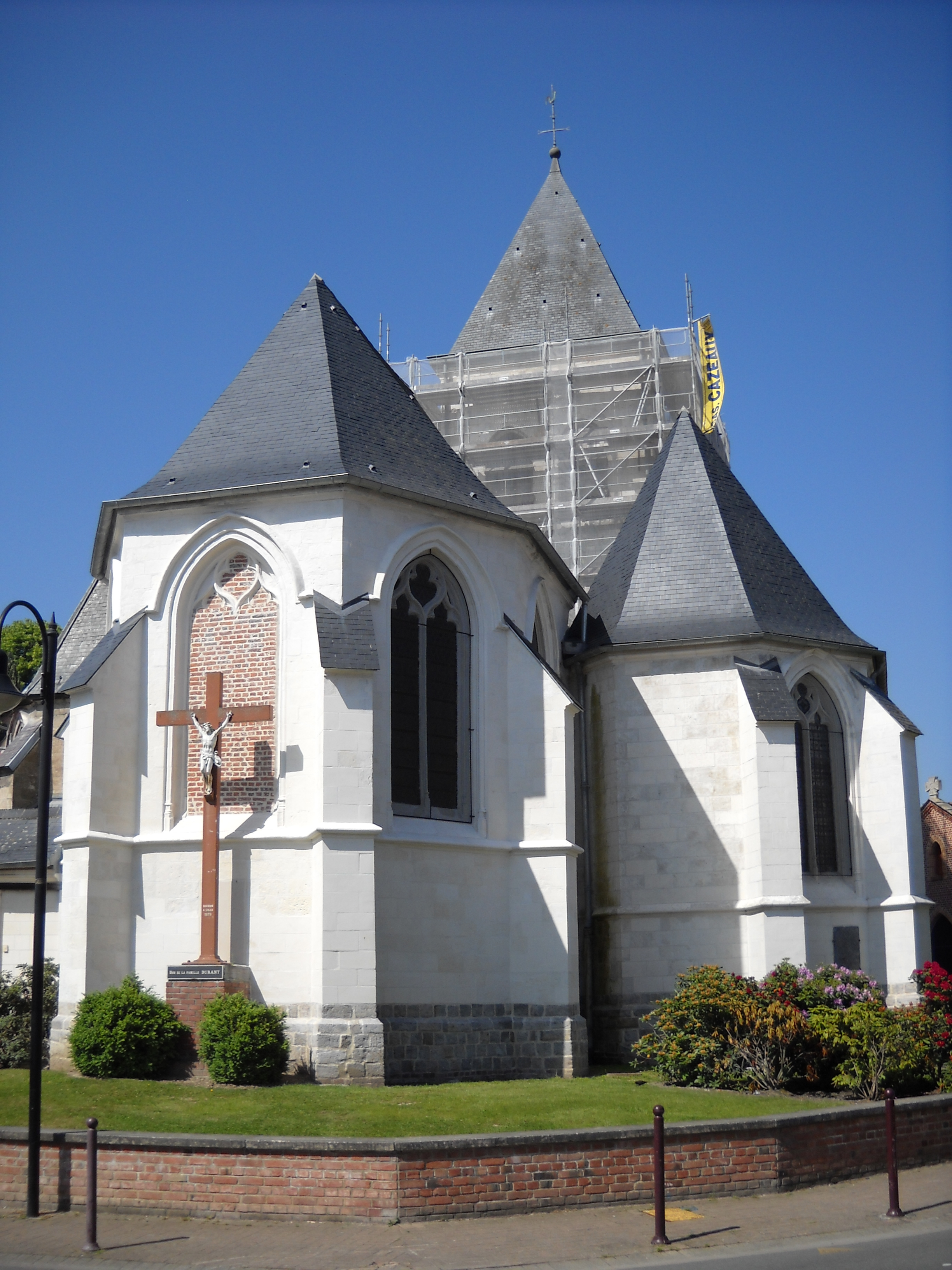
Église Saint-Nicolas

- De Église Saint-Nicolas, in 1969 ingeschreven als monument historique.
- In het zuiden van de gemeente ligt op de grens met de gemeenten Fretin en Templeuve-en-Pévèle een moerasgebied in de vallei van de Marque.

## Demografie
Onderstaande figuur toont het verloop van het inwonertal (bron: INSEE-tellingen).